# Vuelta a Castilla y León 2018
La Vuelta a Castilla y León 2018, trentatreesima edizione della corsa, si svolse dal 20 al 22 aprile su un percorso di 526 km ripartiti in 3 tappe, con partenza a Alba de Tormes e arrivo ad Avila. Fu vinta dallo spagnolo Rubén Plaza della Israel Cycling Academy davanti ai suoi connazionali Carlos Barbero e Eduard Prades.

## Tappe
| Tappa  | Data      | Percorso                   | km    | Vincitore di tappa | Leader cl. generale |
| ------ | --------- | -------------------------- | ----- | ------------------ | ------------------- |
| 1ª     | 20 aprile | Alba de Tormes > Salamanca | 182,4 | Carlos Barbero     | Carlos Barbero      |
| 2ª     | 21 aprile | Valladolid > Palencia      | 178,3 | Mihkel Räim        | Carlos Barbero      |
| 3ª     | 22 aprile | Segovia > Avila            | 165,6 | Rubén Plaza        | Rubén Plaza         |
| Totale | Totale    | Totale                     | 526   |                    |                     |

## Dettagli delle tappe

### 1ª tappa
- 20 aprile: Alba de Tormes > Salamanca – 182,4 km

| Pos. | Corridore      | Squadra                | Tempo    |
| ---- | -------------- | ---------------------- | -------- |
| 1    | Carlos Barbero | Movistar Team          | 4h35'29" |
| 2    | Jon Aberasturi | Euskadi Basque Country | s.t.     |
| 3    | Eduard Prades  | Euskadi Basque Country | s.t.     |

| Pos. | Corridore      | Squadra                | Tempo    |
| ---- | -------------- | ---------------------- | -------- |
| 1    | Carlos Barbero | Movistar Team          | 4h35'16" |
| 2    | Jon Aberasturi | Euskadi Basque Country | a 7"     |
| 3    | Eduard Prades  | Euskadi Basque Country | a 9"     |

### 2ª tappa
- 21 aprile: Valladolid > Palencia – 178,3 km

| Pos. | Corridore      | Squadra                | Tempo    |
| ---- | -------------- | ---------------------- | -------- |
| 1    | Mihkel Räim    | Israel Academy         | 4h14'10" |
| 2    | Jon Aberasturi | Euskadi Basque Country | s.t.     |
| 3    | Enrique Sanz   | Euskadi Basque Country | s.t.     |

| Pos. | Corridore      | Squadra                | Tempo    |
| ---- | -------------- | ---------------------- | -------- |
| 1    | Carlos Barbero | Movistar Team          | 8h49'26" |
| 2    | Jon Aberasturi | Euskadi Basque Country | a 1"     |
| 3    | Enrique Sanz   | Euskadi Basque Country | a 9"     |

### 3ª tappa
- 22 aprile: Segovia > Avila – 165,6 km

| Pos. | Corridore      | Squadra                | Tempo    |
| ---- | -------------- | ---------------------- | -------- |
| 1    | Rubén Plaza    | Israel Academy         | 4h01'34" |
| 2    | Eduard Prades  | Euskadi Basque Country | a 46"    |
| 3    | Carlos Barbero | Movistar Team          | s.t.     |

| Pos. | Corridore      | Squadra                | Tempo     |
| ---- | -------------- | ---------------------- | --------- |
| 1    | Rubén Plaza    | Israel Academy         | 12h51'07" |
| 2    | Carlos Barbero | Movistar Team          | a 35"     |
| 3    | Eduard Prades  | Euskadi Basque Country | a 42"     |

## Classifiche finali

### Classifica generale
| Pos. | Corridore             | Squadra                       | Tempo     |
| ---- | --------------------- | ----------------------------- | --------- |
| 1    | Rubén Plaza           | Israel Cycling Academy        | 12h51'07" |
| 2    | Carlos Barbero        | Movistar Team                 | a 35"     |
| 3    | Eduard Prades         | Euskadi Basque Country-Murias | a 42"     |
| 4    | Colin Joyce           | Rally Cycling                 | a 55"     |
| 5    | Diego Rubio Hernandez | Burgos-BH                     | s.t.      |
| 6    | Mario González Salas  | Sporting-Tavira               | s.t.      |
| 7    | Dmitrii Strakhov      | Lokosphinx                    | a 56"     |
| 8    | Daniel Mestre         | Efapel                        | a 57"     |
| 9    | Sergio Higuita        | Manzana Postobon Team         | a 1'00"   |
| 10   | Alex Aranburu         | Caja Rural-Seguros RGA        | s.t.      |